# Zákon elektromagnetické indukce

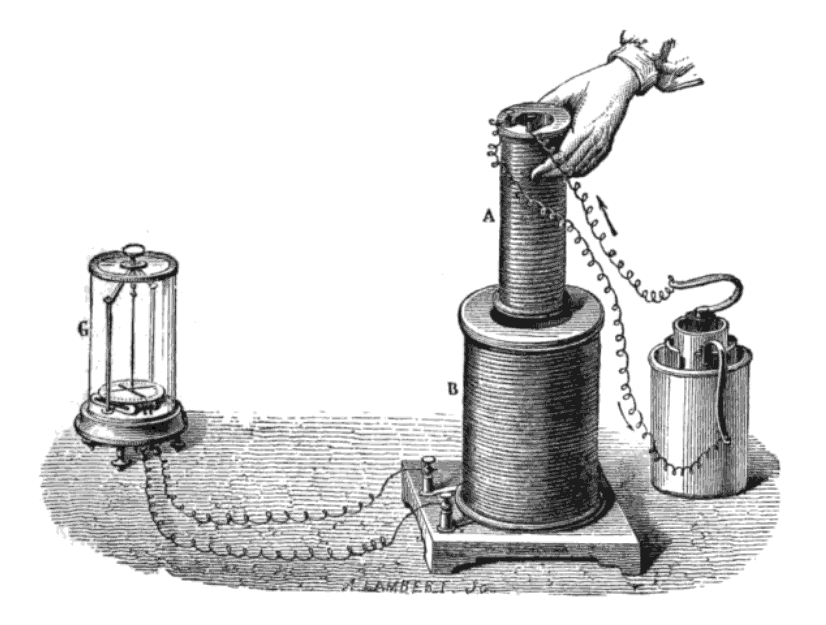
Přístroj, kterým Michael Faraday prokázal existenci elektromagnetické indukce

Zákon elektromagnetické indukce je fyzikální zákon, který vyslovil v r. 1831 Michael Faraday. Tento zákon pojednává o vzniku elektrického napětí v uzavřeném elektrickém obvodu, který je způsoben změnou magnetického indukčního toku, což je označováno jako elektromagnetická indukce.

## Indukované elektromotorické napětí
Umístíme-li uzavřený elektrický obvod do magnetického pole, pak elektrickým obvodem nebude procházet žádný elektrický proud, je-li magnetické pole stacionární, tzn. nemění se s časem, a pokud se elektrický obvod nepohybuje. Elektrickým obvodem však může začít procházet elektrický proud, pokud nastane jedna či více z následujících situací:
- smyčka se začne pohybovat,
- zdroje magnetického pole se začnou pohybovat,
- magnetické pole se začne měnit, např. v důsledku změny elektrických proudů, které jsou zdrojem magnetického pole.

Změnou magnetického pole v okolí cívky se v cívce indukuje el. napětí a v uzavřeném obvodu prochází indukovaný proud. Směr proudu je závislý na směru změny magnetického pole a na orientaci pólů magnetu vůči cívce.
Uvedené situace mají za následek vytvoření (indukci) elektrického proudu v elektrickém obvodu, ačkoliv k tomuto obvodu nebyl připojen žádný zdroj. Ve všech případech vzniká v elektrickém obvodu proud tím, že na nabité částice elektrického obvodu začnou působit síly, které je uvedou do pohybu.
Podobně jako při zavedení elektromotorického napětí v nehomogenních vodičích lze pohyb nabitých částic chápat jako důsledek působení určité intenzity {\displaystyle {\boldsymbol {E}}_{\mathrm {F} }^{\star }} a odpovídajícího elektromotorického napětí {\displaystyle {\mathcal {E}}_{\mathrm {F} }}, které se označuje jako indukované elektromotorické napětí. Indukované elektromotorické napětí může vznikat nejen v nehomogenních vodičích, ale také v homogenních.
Na základě podobnosti s Ohmovým zákonem pro nehomogenní vodiče lze pro indukované elektromotorické napětí psát
{\displaystyle {\mathcal {E}}_{\mathrm {F} }(t)=RI(t)},
kde {\displaystyle R} je celkový odpor obvodu a {\displaystyle I(t)} je okamžitá hodnota indukovaného elektrického proudu v čase {\displaystyle t}.

## Vztah k magnetickému toku
Experimenty zkoumající elektromagnetickou indukci umožnily spojit hodnotu indukovaného elektromotorického napětí se změnami magnetického toku procházejícího elektrickým obvodem. Bylo zjištěno, že hodnota indukovaného elektromotorického napětí je rovna časové změně celkového magnetického toku, který prochází elektrickým obvodem, což se zapisuje ve tvaru
{\displaystyle {\mathcal {E}}_{F}(t)=-{\frac {\mathrm {d} {\mathit {\Phi }}}{\mathrm {d} t}}},
kde {\displaystyle {\mathit {\Phi }}} představuje celkový magnetický tok, který protéká smyčkou (obvodem). Tento vztah se označuje jako Faradayův zákon elektromagnetické indukce.

## Lenzův zákon
Směr elektrického proudu, který je ve smyčce indukován je určen tzv. Lenzovým zákonem (Lenzovým pravidlem).
Tento zákon říká, že magnetické pole vytvořené indukovaným elektrickým proudem se snaží kompenzovat změny magnetického toku, které jsou odpovědné za vznik indukovaného proudu, tzn. indukovaný elektrický proud vytváří magnetické pole, které se snaží působit proti změnám, které indukci elektrického proudu způsobují.
V uzavřené vodivé smyčce {\displaystyle C} se změnou magnetického indukčního toku plochou smyčky {\displaystyle S} indukuje elektromotorické napětí. Proud vzbuzený elektromagnetickou indukcí působí proti změně, která jej vyvolala.
{\displaystyle {\mathcal {E}}_{\mathrm {F} }(t)=\oint _{C}{\boldsymbol {E}}\cdot \mathrm {d} {\boldsymbol {l}}=-\ {\frac {\mathrm {d} }{\mathrm {d} t}}\int _{S}{\boldsymbol {B}}\cdot \mathrm {d} {\boldsymbol {S}}}
Lze také použít ekvivalentní vyjádření
{\displaystyle \nabla \times {\boldsymbol {E}}=-{\frac {\partial {\boldsymbol {B}}}{\partial t}}}